# Parolise
Parolise es un municipio (en italiano, comune) situado en la provincia de Avellino, en Campania. Tiene una población estimada, a fines de agosto de 2022, de 638 habitantes.
Linda con los municipios de Candida, Chiusano di San Domenico, Lapio, Montefalcione, Salza Irpina, y San Potito Ultra

## Demografía
| Gráfica de evolución demográfica de Parolise entre 1861 y 2022 |
|                                                                |
| Fuente: ISTAT - Elaboración gráfica de Wikipedia               |